# Jaume Asens i Llodrà
Jaume Asens i Llodrà   (Barcelona, 29 de març de 1972) és un advocat i polític català. Llicenciat en Dret i en Filosofia per la Universitat de Barcelona. També va ser doctorant de Ciències Polítiques i Socials en la Universitat Pompeu Fabra. Des de l’abril de 2019 diputat per En Comú Podem al Congrés dels Diputats, i en l’actualitat, és president del grup confederal d’Unidas Podemos i dels comuns al Congrés dels Diputats. Amb anterioritat, va ser tinent d'alcalde de l'Ajuntament de Barcelona per la candidatura de Barcelona en Comú, després de la victòria dels comuns a les eleccions municipals del 2015. Durant aquell mandat, va dirigir les àrees de Drets de Ciutadania, Ciutat Refugi, Cultura, Esports, Participació, Transparència i va ser regidor de Sants-Montjuïc, primer, i Sarrià-Sant Gervasi, després.

## Biografia
Va néixer a Barcelona el 1972, en una família de simpaties republicanes i benestant. La seva mare era dissenyadora i el seu pare era químic i professor d'Economia. De petit va anar a l'escola Decroly, un centre catalanista i catòlic. L'escola funciona des dels anys cinquanta i està ubicada en una torre de Sant Gervasi. Acabada l'EGB, Asens va anar a l'escola Sant Gregori. Va estudiar Dret, a la Facultat de Dret es va apuntar al BEI, un sindicat universitari independentista proper a ERC. Quan ja treballava d'advocat, es va matricular en un màster de Ciències Polítiques. Va començar a escriure una tesi sobre el dret a la protesta però no la va acabar.

### Activitat política
Després de la seva etapa a l’Ajuntament de Barcelona, Jaume Asens és escollit cap de llista a les eleccions del 28 d’abril de 2019 per la candidatura d’En Comú Podem, que acabarien repetint-se el 20 de novembre del mateix any. En les dues convocatòries, la candidatuda d’Asens obté 7 escons per la circumscripció de Catalunya, quedant com a tercera formació en nombre de vots. En la primera amb un 14,89% del total i 614.738 vots, i en la segona amb un 14,18% i 546.733 vots. Un cop es formalitza el govern de coalició entre Unidas Podem i el Partit Socialista el gener de 2020, Asens substitueix a Pablo Iglesias com a president del grup confederal d’Unidas Podem-En Comú Podem-Galicia en Comú.

En la seva tasca al Congrés dels Diputats destaca l’impuls a la reforma de la Llei d’Enjudiciament Criminal que va permetre que grans casos de corrupció com la Púnica o el cas Bárcenas no concloguessin abans de ser jutjats. També ha estat impulsor de la reforma per a la llibertat d’expressió que pretén eliminar les injúries a la corona i a les institucions, l'enaltiment de terrorisme, delictes contra sentiments religiosos o les ofenses a símbols i emblemes d’Espanya i les Comunitats autònomes. En consonància amb aquesta política, va demanar l’indult al govern d’Espanya per als rapers Pablo Hasél i Valtònyc, condemnats per alguns d’aquests delictes. Al llarg de la XIV legislatura ha estat una de les persones més actives en avançar cap a la solució del conflicte polític a Catalunya. Va redactar la primera proposta de reforma del delicte de sedició per equiparar-lo a penes que corresponen a delictes d’ordre públic i actualitzar a nivells d’Europa un text redactat fa 200 anys. Asens és portaveu, també, de la Comissió de Justícia i de la Comissió Constitucional del Congrés dels Diputats.
Del període com a regidor de l’Ajuntament de Barcelona destaca haver impulsat la normativa reguladora de la música en viu amplificada a espais amb llicència de bar, restaurant i cafeteria. Com a regidor del Districte de Sants-Montjuïc va aprovar l'ordenança de terrasses dels carrers Blai i Blesa. Com a responsable de l'Àrea de Drets de Ciutadania, ha presentat la mesura Barcelona Ciutat de Drets, un pla de mandat que pretén posar els drets humans al centre de les polítiques públiques. També destaca la posada en marxa de la Bústia Ètica i l'Oficina de Transparència de Barcelona, el nou Codi de Conducta de l'Ajuntament de Barcelona o haver liderat la personificació de la ciutat en les causes obertes pels crims del franquisme i els bombardejos soferts durant la Guerra Civil.

Asens és membre de l’Executiva dels comuns i d’Unidas Podemos, on és responsable de la secretaria de Drets Humans.

### Trajectòria acadèmica
És llicendiat en Dret (1990-1995) i Filosofia (1992-1999) a la Universitat de Barcelona. I va cursar estudis en Ciències Polítiques i Socials per la UPF (1996-1999), on va ser doctorand sense haver finalitzat encara la seva tesina. Va fer un Erasmus a Poitiers (França). Ha ampliat els seus estudis amb cursos d'especialització en justícia juvenil, dret penitenciari, estrangeria o violència de gènere de l'Il·lustre Col·legi d'Advocats de Barcelona. Ha fet conferències, xerrades, seminaris i formació a entitats públiques i privades. Era membre del Grup de recerca sobre exclusió i controls socials de la Universitat de Barcelona i va fer de professor col·laborador en diferents cursos acadèmics.

### Trajectòria com a advocat
Va començar a exercir com advocat penalista el 1995. La seva activitat es va centrar en la defensa dels drets humans i dels moviments socials. Va ser un dels fundadors del despatx “Francesc Layret”. En els anys noranta, va ser conegut com a advocat de tots tipus d'activistes. ecologistes, insubmisos, independentistes o okupes com els del Cinema Princesa, Can Masdéu o el de Miles de Viviendas, on un jutge va condemnar el consistori barceloní per realitzar un desallotjament sense autorització. En els anys 2000, va ser advocat de les plataformes antiglobalització que van organitzar les contra-cimeres del 2001 i del 2002 a Barcelona. Va exercir l'acusació contra la Delegada del Govern, García Valdecasas, per l'actuació policial en la manifestació del juny 2001. En la darrera dècada ha estat conegut com a advocat de moviments socials com els anti-Bolonya, V de Vivienda, la PAH, Iaioflautes o del 15-M. Va defensar davant l'Audiència Nacional als acusats pel bloqueig violent del Parlament català en el 2011.
Ha estat també advocat de la FAVB. Va ser l'advocat en el judici administratiu contra l'Ordenança del civisme aprovada el 2005. Va intercedir en causes en favor de la memòria històrica, en contra del mobbing immobiliari i en contra de la tortura. Un dels seus clients va ser, precisament, Juan Jose Moreno Cuenca, el “Vaquilla”. També va ser l'advocat de l'Associació de Cristians contra la Tortura i de víctimes en els maltractaments a la Comissària de les Corts detectats per una càmera oculta. Va exercir l'acusació contra els acusats pels fets de Berga, on es va produir l'assassinat de Josep Maria Isanta. O recentment contra els acusats per les morts en l'accident ferroviari de Compostel·la del 2013. També va representar a grups de defensa de la llengua catalana en la querella contra l'ex-president del Govern Balear, José Ramón Bauzà pel decret del TIL.
Entre el 2006 i el 2011 va fer d'assessor en l'Oficina de drets civils de Vilanova i la Geltrú. En aquesta època, un dels àmbits en què va destacar fou en l'acusació de casos rellevants davant l'Audiència Nacional. Entre ells, el cas dels abusos de la presó nord-americana de Guantánamo, de l'atac a la Flotilla de la Llibertat, contra les agències de ràting o el genocidi de Ruanda. A Barcelona, va impulsar l'acusació, en nom d'un grup de víctimes i de l'Associació d'Altraitalia, contra els aviadors legionaris italians que van bombardejar la ciutat de Barcelona el 1938. Es tracta de l'única causa contra els crims comesos en l'època del franquisme que va prosperar.
En els darrers anys de la seva carrera professional va especialitzar-se en la lluita contra la corrupció. Va ser un dels advocats que va exercir l'acusació de l'Observatori DESC contra l'extresorer del PP, Luís Bárcenas el 2013. Va dirigir en representació de la FAVB i altres entitats veïnals, les acusacions contra trames de corrupció com les del Cas Millet, el Cas Hotel del Palau o el cas Ciutat Vella sobre falsificació de llicències de pisos turístics. Va ser un dels advocats que, en nom de Barcelona En Comú i de Podem, va presentar la querella en el Cas Pujol.
Ha fet d'advocat de diverses personalitats del món polític i social. Va ser el darrer advocat del polític i filòsof Lluís Maria Xirinacs en la seva darrera detenció el 2005. També de Josep Pàmies, Esther Vivas, Manuel Delgado, David Fernández, o d'Ada Colau i Pablo Iglesias contra Cristina Cifuentes i Alfonso Rojo, respectivament, en processos per vulneració del seu honor.

### Trajectòria política i associativa
La seva activitat política va començar a la universitat. A la facultat de dret, va integrar-se al sindicat BEI i va participar activament en les diferents mobilitzacions estudiantils que es van produir aquells anys. Més tard, a la facultat de filosofia s'integra en un grup assembleari juntament amb Jordi Bonet i Ada Colau. A la dècada dels noranta va estar vinculat a moviments com l'antiglobalització i en els dos mil a al 15-M.
La seva activitat política i associativa principal la va fer a la Comissió de Defensa del Col·legi d'Advocats, de la qual n'era un dels seus portaveus habituals. També fou membre de l'Observatori DESC, de l'Associació Catalana en la Defensa dels Drets Humans de Catalunya i l'Associació d'Advocats Europeus. Una de les tasques que hi feu fou participar en diferents comissions i grups internacionals com la del Legal Team per la defensa dels drets dels manifestants constituït en la contra-cimera de Gènova de 2001. Va participar en la Comissió Internacional d'Observació pels Drets Humans a Mèxic, en el cas de Chiapas i els disturbis d'Atenco de 2006. Fou membre també de la Comissió Internacional d'Investigació per la salvaguarda dels drets fonamentals en la globalització. A Barcelona, va participar en els equips de defensa dels drets dels manifestants en les contra-cimeres com la de Euromediterrània o l'acampada del 15-M a plaça Catalunya. Una de les intervencions més conegudes fou en el cas 4-F arran de la seva aparició en un documental.
És membre d'Òmnium Cultural i de l'Associació de veïns de Ciutat Vella.
Políticament no va militar en cap partit. El 2012 va ser un dels promotors del manifest de “Més enllà del 25-N”. Poc després, va formar part del grup promotor de la plataforma ciutadana Procés Constituent liderada per Teresa Forcades i Arcadi Oliveres. I fou un dels membres de la primera Coordinadora fins al 2014. En les eleccions autonòmiques del 2012 va donar suport públic a la CUP. En les eleccions europees del 2014 va ser un dels tres catalans promotors del Manifest Moure fitxa de Podem i es va integrar en el seu consell ciutadà estatal. El 2014 fou un dels promotors de la plataforma ciutadana Guanyem. Juntament amb Ada Colau i Joan Subirats, presentà la iniciativa a l'Escola Collasa i Gil de Barcelona. S'integrà, finalment, en la candidatura electoral que va guanyar les eleccions municipals del 2015 a Barcelona.
A les eleccions generals espanyoles del 28 d'abril de 2019, encapçala la llista per la circumscripció electoral de Barcelona, del partit ’En Comú Podem, pel Congrés de diputats.

## Llibres
- Dónde están las llaves: El movimiento okupa: prácticas y contextos sociales, amb diversos autors (Editorial Catarata, 2004)
- Barcelona, marca registrada, amb diversos autors (Editorial Virus, 2006)
- Polítiques del Terror, amb diversos autors (Editorial Ad hoc, 2007).
- No hi ha dret(s): la lluita contra la il·legalitat del poder, amb Gerardo Pisarello (Editorial Icaria, 2012)
- La bèstia sense morrió. En defensa del dret a la protesta, amb Gerardo Pisarello (Catarata, 2014).